# 呼出音
呼出音（よびだしおん）またはリングバックトーン（ringback tone, RBT）とは、電話を掛けた際に相手を呼び出しているときに電話交換機から発呼側に送られる可聴音である。

## 概要
呼出音が鳴っているということは、着呼側の電話機が着信音を鳴らしていることを保障するものである。呼出音と着信音は必ずしも同期はしていない。
アナログ網の時代には、呼出音は着信側の電話交換機で生成され帯域内で発呼側電話機へ送られていた。そのため、発信者は呼出音の音質で信号路の品質を知ることができた。
共通線信号No.7などでは信号の制御は帯域外で行われる。この場合、着信側の電話交換機から発信側の電話交換機へ「呼び出し中」という信号が送られ、発信側の電話交換機で呼出音を生成する。
ただし、メロディコールなど、着信側の設定により通常とは異なる呼出音を使用する場合は、着信側の電話交換機で呼出音を生成する場合もある。

## 国による違い
自国以外の呼出音は、国際電話の発信時に確認できる。

### イギリス・アイルランド・イギリス連邦
イギリス・アイルランド・オーストラリア・ニュージーランドおよびイギリス連邦の多くの国では、0.4秒オン、0.2秒オフの繰り返しである。トーンは400Hzと450Hzの正弦波を重ねている。

### 韓国・北アメリカ
北アメリカでは、標準の呼出音は2秒オン、4秒オフの繰り返しである。トーンは440Hzと480Hzの音を重ねている。韓国では北アメリカと同様のトーンを使用しているが、1秒オン、2秒オフの繰り返しである。

### ヨーロッパ
多くのヨーロッパの国では欧州電気通信標準化機構（ETSI）の勧告に従ったトーンを使用している。それらの多くは425Hzで、一般的なパターンは1秒オン、3 - 5秒オフの繰り返しである。

### 日本
日本では、呼出音は1秒オン、2秒オフの繰り返しで、トーンは400Hzに15 - 20Hzの変調をかけることが事業用電気通信設備規則（昭和60年郵政省令第30号）第33条にて定められている。一方で、これら規則が制定される以前の呼出音については現在とやや音程が高めになっている。
一部の通信事業者は、通常の呼出音の前に、識別音やガイダンストーキーを送出している。例えば、ソフトバンクでは、着信側の携帯電話・IP電話回線が、自社の無料通話サービスの対象であることを識別できるように、ソフトバンク呼び出し音・ワイモバイル呼び出し音（旧：EMOBILE呼び出し・ウィルコム呼び出し音）を識別音として送出している。KDDIでは、au携帯電話端末のページング中の無音を避けるために識別音を付加している。またNTTコミュニケーションズのIP電話050plusでは、着信側の回線がIP電話であることを識別できるように、「050plusへお繋ぎします」というガイダンストーキーが送出されている。
右にある「日本の呼出音の例」では、通常の呼出音の前に識別音が入っている。